# Dasydorylas nigripedes
Dasydorylas nigripedes är en tvåvingeart som först beskrevs av Hardy 1954.  Dasydorylas nigripedes ingår i släktet Dasydorylas och familjen ögonflugor. Inga underarter finns listade i Catalogue of Life.